# Eyvind Alnæs
Eyvind Alnæs (født 29. april 1872 i Fredrikstad, død 24. december 1932 i Oslo) var en norsk komponist, pianist, organist og korleder.
Alnæs var en senromantisk komponist som har skrevet 2 symfonier, klaverkoncert, korværker, klaverstykker, orgelstykker og sange.
Han var i sin melodiske lyriske stil inspireret af Edvard Grieg,
Pjotr Tjajkovskij og Johannes Brahms.

## Udvalgte værker
- Symfoni nr. 1 (1896) - for orkester
- Symfoni nr. 2 (1923) - for orkester
- Klaverkoncert (1913) - for klaver og orkester
- "Orgel præludier"